# Бірлесу-Єнбек
Бірлесу́-Єнбе́к (каз. Бірлесу-Еңбек) — село у складі Жамбильського району Жамбильської області Казахстану. Адміністративний центр Акбастауського сільського округу.
Населення — 1351 особа (2021; 1219 у 2009, 1198 у 1999, 1386 у 1989).